# Gigny (Yonne)
Gigny é uma comuna francesa na região administrativa de Borgonha-Franco-Condado, no departamento de Yonne. Estende-se por uma área de 11,33 km². Em 2010 a comuna tinha 96 habitantes (densidade: 8,5 hab./km²).